# Emporium (festival)
Emporium was een Nederlands dancefestival dat tussen 2005 en 2025 door het Nijmeegse The Matrixx georganiseerd werd in recreatiegebied de Berendonck bij Wijchen.
Op Emporium worden verschillende house- en dancestijlen gedraaid verspreid over verschillende locaties (area's). De eerste editie stond in het teken van de viering van 2000 jaar Nijmegen en had 12.500 bezoekers. Hierna werd de capaciteit uitgebreid naar 20.000 en het festival is tot 2018 ieder jaar uitverkocht geweest. Het aantal area's werd ook uitgebreid naar acht in 2011. Iedere editie staat in het teken van een thema dat in alle facetten van het evenement tot uiting komt. In 2014 mocht het festival uitbreiden naar 25.000 bezoekers en in 2018 naar 30.000 bezoekers. De edities in 2020 en 2021 werden vanwege de maatregelen rond de uitbraak van SARS-CoV-2 in Nederland uitgesteld. In 2022 werd het evenement naast dance uitgebreid tot een algemener festival met ook Nederlandse feestacts. De 19e editie in 2025 werd na 20 jaar de laatste editie van het festival.

## Edities
| Editie | Datum                               | Thema                           | Bezoekers | Anthem                                                                   |
| ------ | ----------------------------------- | ------------------------------- | --------- | ------------------------------------------------------------------------ |
| 1      | 28 mei 2005                         | The Empire of Dance             | 12.500    |                                                                          |
| 2      | 20 mei 2006                         | Rise of the Pharao's            | 20.000    |                                                                          |
| 3      | 26 mei 2007                         | The Forbidden City              | 20.000    |                                                                          |
| 4      | 31 mei 2008                         | The American Dream              | 20.000    |                                                                          |
| 5      | 30 mei 2009                         | The Myth of the Incas and Mayas | 20.000    | Sidney Samson & Tony Cha Cha - Emporium 2009                             |
| 6      | 29 mei 2010                         | The Dark Ages                   | 20.000    | Sidney Samson ft Sicerow - Fill u up Chain Reaction - The Dark Ages      |
| 7      | 28 mei 2011                         | Thousand and One Nights         | 20.000    | Sidney Samson ft Sicerow - Thousand And One Nights B-front - 1001 Nights |
| 8      | 26 mei 2012                         | De Gouden Eeuw                  | 20.000    | Jochen Miller - Leap of faith Frontliner - Never Come Down               |
| 9      | 25 mei 2013                         | Colours of India                | 20.000    | Showtek - Slow down Coone - Colors of life                               |
| 10     | 31 mei 2014                         | The Roman Empire                | 25.000    | Quintino - Go Hard! Zatox & Tatanka feat. Max P - Victorious & Glorious  |
| 11     | 30 mei 2015                         | Land of the Rising Sun          | 25.000    | Ummet Ozcan - Kensei Frequencerz - Warrior                               |
| 12     | 28 mei 2016                         | Brasil                          | 25.000    | Bioweapon - The lost Empire                                              |
| 13     | 27 mei 2017                         | Fairytales                      | 25.000    | Devin Wild & Sub Zero Project - DSTNY                                    |
| 14     | 26 mei 2018                         | Hollywood                       | 29.000    | Max Enforcer - Blockbuster                                               |
| 15     | 25 mei 2019                         | The Zoo                         | 30.000    |                                                                          |
| 16     | 23 mei 2020 29 mei 2021 28 mei 2022 | Celebrations                    | 33.000    |                                                                          |
| 17     | 3 juni 2023                         | Mysteries of the sea            | 35.000    |                                                                          |
| 18     | 25 mei 2024                         | New Dimensions                  | 30.000    |                                                                          |
| 19     | 24 mei 2025                         | Symphony of Colors              | 30.000    |                                                                          |